# Hansjoachim Hahn
Hansjoachim Hahn (* 14. November 1934 in Dresden; † 12. Dezember 2022) war ein deutscher Politiker (SED) und Wirtschaftsfunktionär. Er war Generaldirektor des VEB Kombinat Elektromaschinenbau Dresden sowie 1989/1990 Erster Sekretär der SED-Bezirksleitung Dresden.

## Leben
Hahn legte nach dem Besuch der Volks- und der Oberschule 1953 sein Abitur ab. 1953/54 arbeitete er als Hilfsschlosser im VEB Chemische Werke Buna. Von 1953 bis 1959 studierte er an der Technischen Hochschule Dresden mit Abschluss als Diplom-Ingenieurökonom. Ab 1959 war er Mitarbeiter, ab 1960 Abteilungsleiter und von 1961 an Produktionsdirektor des VEB Transformatoren- und Röntgenwerk „Hermann Matern“ in Dresden. Von 1964 bis 1973 wirkte er dort schließlich als Werkdirektor. 1970 promovierte er sich zusammen mit Helmold Biehl und Ulrich Schönemann an der Betriebswirtschaftlichen Fakultät der TU Dresden zum Dr. oec. (Dissertation: Die rationelle Organisation arbeitsteiliger Entscheidungsvorbereitung als Führungsaufgabe des Werkdirektors und dazu erforderliche Bedingungen dargestellt am Beispiel des VEB Transformatoren- und Röntgenwerk Dresden). 1971 erhielt er die facultas docendi, ab 1982 war er als Honorardozent, ab 1983 als Honorarprofessor an der TU Dresden tätig. 1989 wurde er zum ordentlichen Professor für sozialistische Betriebswirtschaft ernannt.
Von 1969 bis 1981 wirkte er als Vorsitzender des Bezirksvorstandes Dresden der Kammer der Technik. Von 1974 bis 1988 war Hahn Generaldirektor des VEB Kombinat Elektromaschinenbau Dresden.
In seiner Zeit als Generaldirektor machte ihn Lothar Loewe zur zentralen Figur des Filmfeatures Die BRD ist für mich Ausland, das erstmals am 10. November 1976 in der ARD ausgestrahlt wurde.
Hahn, seit 1955 Mitglied der SED, war von 1976 bis 1989 als Mitglied der SED-Bezirksleitung Dresden. Im November 1989 wurde er als Nachfolger von Hans Modrow – dessen Wahl zum Ministerpräsidenten der DDR bevorstand – Erster Sekretär der SED-Bezirksleitung Dresden. Im Dezember 1989 war er Mitglied des zeitweiligen Arbeitsausschusses der SED. Zusammen mit Wolfgang Berghofer trat er für eine sozialdemokratische Programmatik ein und rief dazu auf, die SED aufzulösen. Ende Januar 1990 trat Hahn als Erster Sekretär zurück und aus der SED-PDS aus.

## Schriften
- Gemeinsame Rekonstruktion fördert Leistungswachstum. In: Einheit, Jg. 38 (1983), Heft 8, S. 748 ff.
- Rationalisierung und Rekonstruktion aus eigener Kraft. In: Einheit, Jg. 32 (1977), Heft 5, S. 577 ff.